# Discografia delle Sistar
La discografia delle Sistar consiste di due album studio, quattro extended play e undici singoli. Le Sistar hanno debuttato con il singolo "Push Push" nel 2010.

## Album

### Album in studio
| Titolo                                                              | Informazioni | Posizione massima | Posizione massima | Vendite                      |
| Titolo                                                              | Informazioni | KOR               | JPN               | Vendite                      |
| ------------------------------------------------------------------- | --- | ----------------- | ----------------- | ---------------------------- |
| So Cool                                                             | - Data di pubblicazione: 9 agosto 2011 - Etichetta: Starship Entertainment, LOEN Entertainment - Formato: CD, download digitale  | 10                | —                 | - KOR: 25,777+               |
| Give It to Me                                                       | - Data di pubblicazione: 11 giugno 2013 - Etichetta: Starship Entertainment, LOEN Entertainment - Formato: CD, download digitale | 5                 | 89                | - KOR: 22,365+ - JPN: 1,278+ |
| "—" denota che la pubblicazione non è entrata in quella classifica. | |                   |                   |                              |

### Extended play
| Titolo                                                              | Informazioni | Posizione massima | Posizione massima | Vendite                    |
| Titolo                                                              | Informazioni | KOR               | JPN               | Vendite                    |
| ------------------------------------------------------------------- | --- | ----------------- | ----------------- | -------------------------- |
| Alone                                                               | - Data di pubblicazione: 12 aprile 2012 - Etichetta: Starship Entertainment, LOEN Entertainment - Formato: CD, download digitale | 3                 | —                 | - KOR: 17,802+             |
| Loving U                                                            | - Data di pubblicazione: 28 giugno 2012 - Etichetta: Starship Entertainment, LOEN Entertainment - Formato: CD, download digitale | 11                | 254               | - KOR: 19,296+ - JPN: 407+ |
| Touch & Move                                                        | - Data di pubblicazione: 21 luglio 2014 - Etichetta: Starship Entertainment, LOEN Entertainment - Formato: CD, download digitale | 2                 | 158               | - KOR: 10,901+ - JPN: 938+ |
| Sweet & Sour                                                        | - Data di pubblicazione: 26 agosto 2014 - Etichetta: Starship Entertainment, LOEN Entertainment - Formato: CD, download digitale | 4                 | 186               | - KOR: 7,006+ - JPN: 402+  |
| Shake It                                                            | - Data di pubblicazione: - Etichetta: Starship Entertainment, LOEN Entertainment - Formato: CD, download digitale                | 3                 |                   | - KOR: - JPN:              |
| Insane Love                                                         | - Data di pubblicazione: - Etichetta: Starship Entertainment, LOEN Entertainment - Formato: CD, download digitale                | 3                 |                   | - KOR: - JPN:              |
| "—" denota che la pubblicazione non è entrata in quella classifica. | |                   |                   |                            |

## Singoli
- 2010 - Push Push
- 2010 - Shady Girl
- 2010 - How Dare You
- 2011 - So Cool
- 2012 - I Choose to Love You
- 2012 - Alone
- 2012 - Loving U
- 2013 - Give It to Me
- 2013 - The Way You Make Me Melt
- 2013 - Bad Boy
- 2013 - Crying
- 2014 - Touch My Body
- 2014 - Naught Hands
- 2014 - I Swear
- 2015 - Shake It
- 2015 - Don't be Such a Baby
- 2016 - I Like That
- 2016 - Come & Get Me
- 2017 - LONELY

## Collaborazioni
| Anno | Titolo        | Altri artisti                                                               | Album |
| ---- | ------------- | --------------------------------------------------------------------------- | ----- |
| 2010 | "Super Girl"  | Kim Yuna, Electroboyz                                                       | N.D.  |
| 2012 | "Win the Day" | Junho, Nichkhun, 4Minute, B1A4, Dal Shabet, MBLAQ, miss A, Nine Muses, ZE:A | N.D.  |

## Colonne sonore
| Anno | Titolo         | Serie TV/film         |
| ---- | -------------- | --------------------- |
| 2010 | "Chronos Soul" | Chronos Sword (gioco) |

## Video musicali
- 2010 - Push Push
- 2010 - Shady Girl
- 2010 - How Dare You
- 2011 - So Cool
- 2012 - I Choose to Love You
- 2012 - Alone
- 2012 - Loving U
- 2013 - Give It to Me
- 2014 - Touch My Body
- 2014 - I Swear
- 2015 - Shake It
- 2016 - I Like That
- 2017 - LONELY